# Romane Dicko
Romane Elisabeth Ngonpé Dicko (Clamart, 30 de septiembre de 1999) es una deportista francesa que compite en judo.
Participó en dos Juegos Olímpicos de Verano, obteniendo cuatro medallas, dos en Tokio 2020, oro en el equipo mixto y bronce en la categoría de +78 kg, y dos en París 2024, oro en el equipo mixto y bronce en +78 kg.
Ganó dos medallas en el Campeonato Mundial de Judo, en los años 2022 y 2025, y cinco medallas de oro en el Campeonato Europeo de Judo entre los años 2018 y 2025.
Fue nombrada caballero de la Legión de Honor (2021) y oficial de la Orden Nacional del Mérito (2024).

## Palmarés internacional
| Juegos Olímpicos   | Juegos Olímpicos        | Juegos Olímpicos  | Juegos Olímpicos |
| Año                | Lugar                   | Medalla           | Categoría        |
| ------------------ | ----------------------- | ----------------- | ---------------- |
| 2020               | Tokio (Japón)           | Medalla de oro    | Equipo mixto     |
| 2020               | Tokio (Japón)           | Medalla de bronce | +78 kg           |
| 2024               | París (Francia)         | Medalla de oro    | Equipo mixto     |
| 2024               | París (Francia)         | Medalla de bronce | +78 kg           |
| Campeonato Mundial |                         |                   |                  |
| Año                | Lugar                   | Medalla           | Categoría        |
| 2022               | Taskent (Uzbekistán)    | Medalla de oro    | +78 kg           |
| 2025               | Budapest (Hungría)      | Medalla de bronce | +78 kg           |
| Campeonato Europeo |                         |                   |                  |
| Año                | Lugar                   | Medalla           | Categoría        |
| 2018               | Tel Aviv (Israel)       | Medalla de oro    | +78 kg           |
| 2020               | Praga (República Checa) | Medalla de oro    | +78 kg           |
| 2022               | Sofía (Bulgaria)        | Medalla de oro    | +78 kg           |
| 2023               | Montpellier (Francia)   | Medalla de oro    | +78 kg           |
| 2025               | Podgorica (Montenegro)  | Medalla de oro    | +78 kg           |